# Miasta Omanu
Według danych oficjalnych pochodzących ze spisu ludności w grudniu 2010 roku Oman posiadał 33 miasta o ludności przekraczającej 10 tys. mieszkańców. Stolica kraju, Maskat, z nieco ponad 20 tys. mieszkańców plasowała się dopiero na 20. miejscu wśród największych miast; 5 miast z ludnością 100÷500 tys.; jedno miasto z ludnością 50÷100 tys.; 8 miast z ludnością 25÷50 tys.; reszta miast liczyła poniżej 25 tys. mieszkańców.

## Największe miasta w Omanie
Największe miasta w Omanie według liczebności mieszkańców (stan na 12.12.2010):
| L.p. | Miasto                | Mintakat         | Liczba ludności |
| ---- | --------------------- | ---------------- | --------------- |
| 1.   | As-Sib (السيب)        | Muhafazat Maskat | 299 800         |
| 2.   | Bawszar (بوشر)        | Muhafazat Maskat | 189 600         |
| 3.   | Matrah (ولاية مطرح)   | Muhafazat Maskat | 150 124         |
| 4.   | Salala (صلالة)        | Muhafazat Zufar  | 147 400         |
| 5.   | Suhar (صحار)          | al-Batina        | 128 500         |
| 6.   | Al-Burajmi (البريمي)  | az-Zahira        | 57 900          |
| 7.   | Sur (صور)             | asz-Szarkijja    | 46 900          |
| 8.   | Nizwa (نزوى)          | ad-Dachilijja    | 45 500          |
| 9.   | Al-Chabura (الخابورة) | al-Batina        | 41 800          |
| 10.  | Ar-Rustak (الرستاق)   | al-Batina        | 40 900          |

## Alfabetyczna lista miast w Omanie
- Adam
- Al-Burajmi
- Al-Chabura
- Al-Dżazer
- Al-Hamra
- Al-Kamil Wal-Wafi
- Al-Madina A'Zarka, dawniej znane jako Blue City
- Al-Masnaa
- Al-Mudajbi
- Ar-Rustak
- As-Sib
- As-Suwajk
- Bahla
- Bani Bu Ali
- Barka
- Bawszar
- Bidbid
- Bidija
- Chasab
- Dibba Al-Baja
- Dukm
- Dżabrin
- Dżalan Bani Bu Hassan
- Hajma
- Ibra
- Ibri
- Izki
- Khadra As-Sad
- Kurajjat
- Mad'ha
- Mahooth
- Manah
- Masirah
- Matrah
- Mudhaireb
- Maskat
- Nizwa
- Rajsut
- Ruwi
- Saham
- Szinas
- Saik
- Salala
- Samail
- Suhar
- Sur
- Tanam
- Thumrait